# Dundas Church

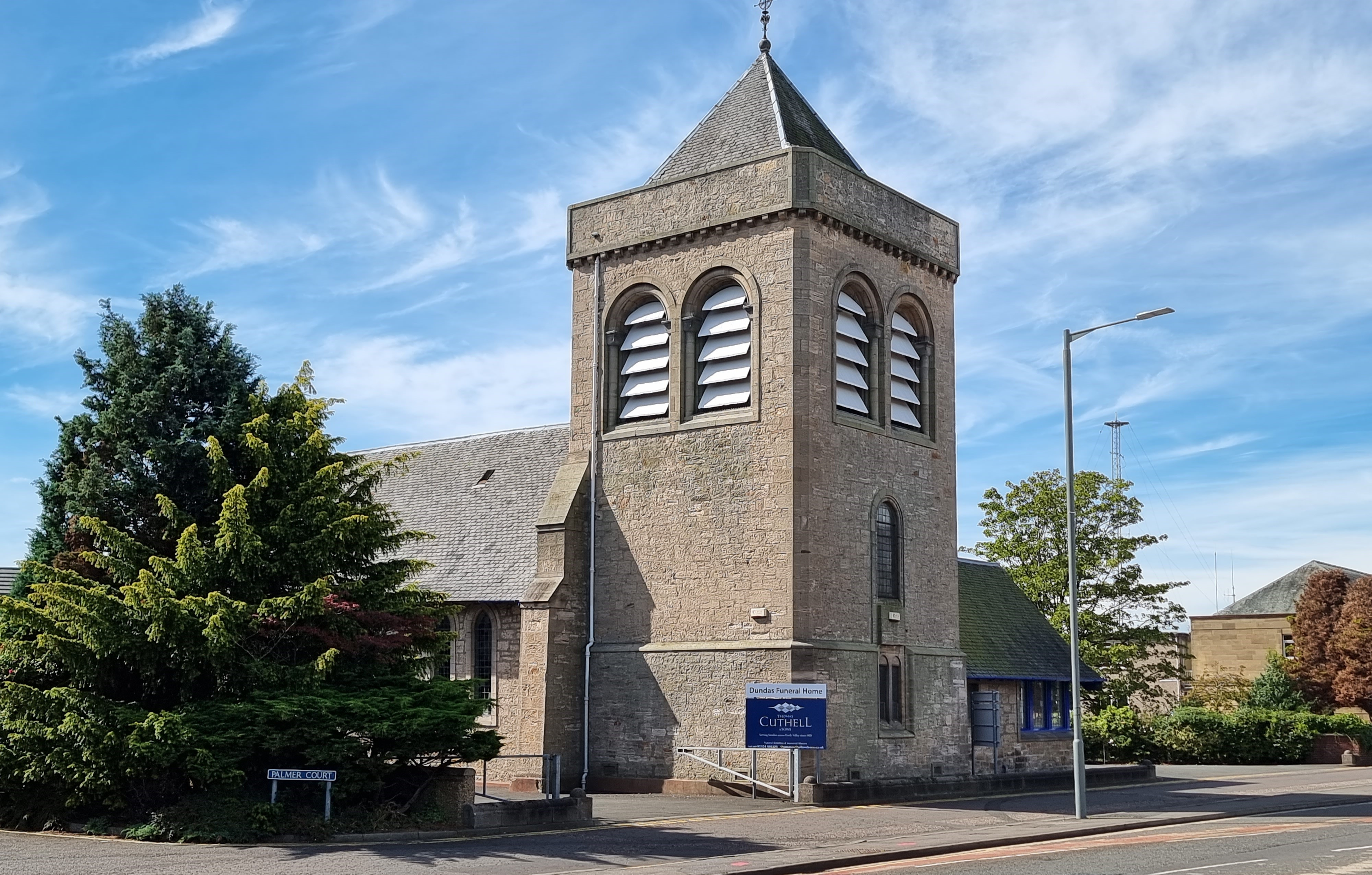
Dundas Church

Die Dundas Church ist ein presbyterianisches Kirchengebäude in der schottischen Stadt Grangemouth in der Council Area Falkirk. 1980 wurde das Bauwerk in die schottischen Denkmallisten zunächst in der Kategorie B aufgenommen. Die Hochstufung in die höchste Kategorie A erfolgte 1992.

## Beschreibung
Das Gebäude liegt im Norden von Grangemouth an der Bo’ness Road (A904). Es wurde im Jahre 1894 nach einem Entwurf des bedeutenden Architekten John James Burnet im neoromanischen Stil erbaut. Einzelne Motive sind auch der Neogotik entnommen. Das Mauerwerk besteht aus grob zu Steinquadern behauenem Naturstein. Das längliche Kirchenschiff schließt mit zwei längsseitig verbundenen, schiefergedeckten Satteldächern ab. An der Ostseite sind drei Zwillings-Lanzettfenster verbaut. An der Nordwestseite ist ein verhältnismäßig niedriger Glockenturm mit quadratischer Grundfläche vorgelagert, an dessen Obergeschoss allseitig Zwillingsfenster mit Rundbögen eingelassen sind. Das Pyramidendach wird teilweise von einer auskragenden Brüstung verdeckt. Von der Westseite des Turms geht der niedrige Eingangsflügel ab. Giebelseitig sind Holzverzierung oberhalb des wuchtigen, zweiflügligen Portals angebracht.